# Von Kármán (cráter)

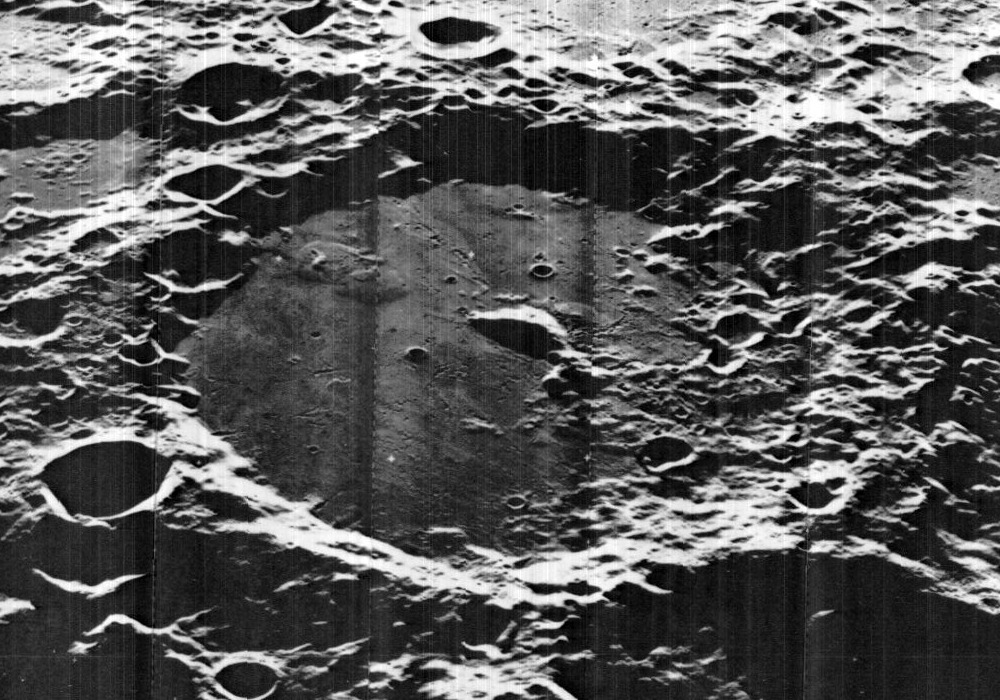
Imagen oblicua de la misión Lunar Orbiter 5, mirando al oeste

Von Kármán es un cráter de impacto que se encuentra en el hemisferio sur de la cara oculta de la Luna. El tercio norte de esta formación está cubierto por el borde y la muralla exterior de la llanura amurallada del cráter Leibnitz, configurando una hendidura profunda en esta formación. El resto de la pared exterior tiene una forma aproximadamente circular, aunque es irregular y muy desgastada por impactos subsiguientes.
|  |

El interior de Von Kármán ha sido sometido a inundaciones por flujos de lava tras la formación del cráter original, dejando la parte sur del suelo casi plana. Esta superficie tiene un albedo más bajo que el terreno circundante, y es casi tan oscura como el interior de Leibnitz. Posee un pico central en el lugar donde se situaba el punto medio del cráter original, que se ha unido a la superficie más áspera de la parte norte del cráter.
Además de Leibnitz al norte, el cráter Oresme está situado al oeste-noroeste, y Finsen se encuentra al noreste en el límite del borde de Leibnitz. Casi unido a la orilla suroriental se halla el inusual cráter con forma de ocho Von Kármán L. Alder se halla directamente al este del último cráter citado.
Antes de recibir en 1970 su denominación oficial de la UAI, el cráter era conocido como "Cráter 434".

## Cráteres satélite
Por convención estos elementos son identificados en los mapas lunares poniendo la letra en el lado del punto medio del cráter que está más cercano a Von Kármán.
|            | \| Von Kármán \| Coordenadas \| Diámetro \| \| ---------- \| ------------------------------- \| -------- \| \| L \| 47°42′S 177°54′E / -47.7, 177.9 \| 29 km \| \| M \| 47°12′S 176°12′E / -47.2, 176.2 \| 225 km \| \| R \| 45°48′S 170°48′E / -45.8, 170.8 \| 28 km \| |          |
| Von Kármán | Coordenadas | Diámetro |
| L          | 47°42′S 177°54′E / -47.7, 177.9 | 29 km    |
| M          | 47°12′S 176°12′E / -47.2, 176.2 | 225 km   |
| R          | 45°48′S 170°48′E / -45.8, 170.8 | 28 km    |